# Paléolithique archaïque
Le Très ancien Paléolithique, ou Paléolithique archaïque, ou encore Archéolithique, est une subdivision du Paléolithique correspondant au commencement de cette période. Cette notion n'est toutefois pas encore consacrée par la communauté scientifique, la plupart des préhistoriens s'en tenant au classique Paléolithique inférieur. Certains auteurs réservent la notion de Paléolithique archaïque au continent africain.

## Description
Pour Eugène Bonifay, le Très ancien Paléolithique correspond à la phase la plus ancienne de l'outillage préhistorique. À côté d'un outillage sur éclats très primitif, on trouve des outils sur galets ("galets aménagés") ainsi que de rares bifaces très archaïques, ces deux types étant des poly-outils (outils à usages multiples).

## Afrique
La publication en 2015, par Sonia Harmand et son équipe, de la découverte d'une industrie lithique encore plus primitive que l'Oldowayen, sur le site de Lomekwi 3, au Kenya, datée de 3,3 millions d'années, a ouvert la voie à la définition d'une nouvelle industrie, le Lomekwien.
Le Paléolithique archaïque pourrait alors correspondre à la période du Lomekwien, ou à la période couvrant le Lomekwien et l'Oldowayen.
L'émergence de l'Acheuléen en Afrique de l'Est, à partir de 1,76 million d'années, marquerait l'entrée dans le Paléolithique inférieur proprement dit.

## Europe
En Europe, l'Oldowayen existe depuis au moins 1,6 million d'années, et ne cède la place à l'Acheuléen qu'à partir d'environ 700 000 ans avant le présent,.

## Difficultés
Ce type de décalage, que l'on retrouve en Asie ainsi qu'aux époques suivantes, rend difficile la définition de périodes préhistoriques de validité universelle fondées sur les grands basculements culturels observés dans les industries lithiques.